# Pöytisjärvi
Pöytisjärvi este o arie protejată (arie de protecție specială avifaunistică — SPA) din Finlanda întinsă pe o suprafață de 99 ha, integral pe uscat.

## Localizare
Centrul sitului Pöytisjärvi este situat la coordonatele 66°19′42″N 28°59′09″E / 66.3283°N 28.9858°E.

## Înființare
Situl Pöytisjärvi a fost declarat arie de protecție specială avifaunistică în august 1998 pentru a proteja 12 specii de animale.

## Biodiversitate
Situată în ecoregiunea boreală, aria protejată nu include niciun habitat protejat.
La baza desemnării sitului se află mai multe specii protejate de  păsări (12): ciuf de câmp (Asio flammeus), rața moțată (Aythya fuligula), lebădă de iarnă (Cygnus cygnus), Emberiza rustica, cufundar polar (Gavia arctica), cocor (Grus grus), rață neagră (Melanitta nigra), Mergellus albellus, codobatura galbenă (Motacilla flava), chiră de baltă (Sterna hirundo), fluierar negru (Tringa erythropus), fluierar de mlaștină (Tringa glareola).